# Styckjunkaren 7

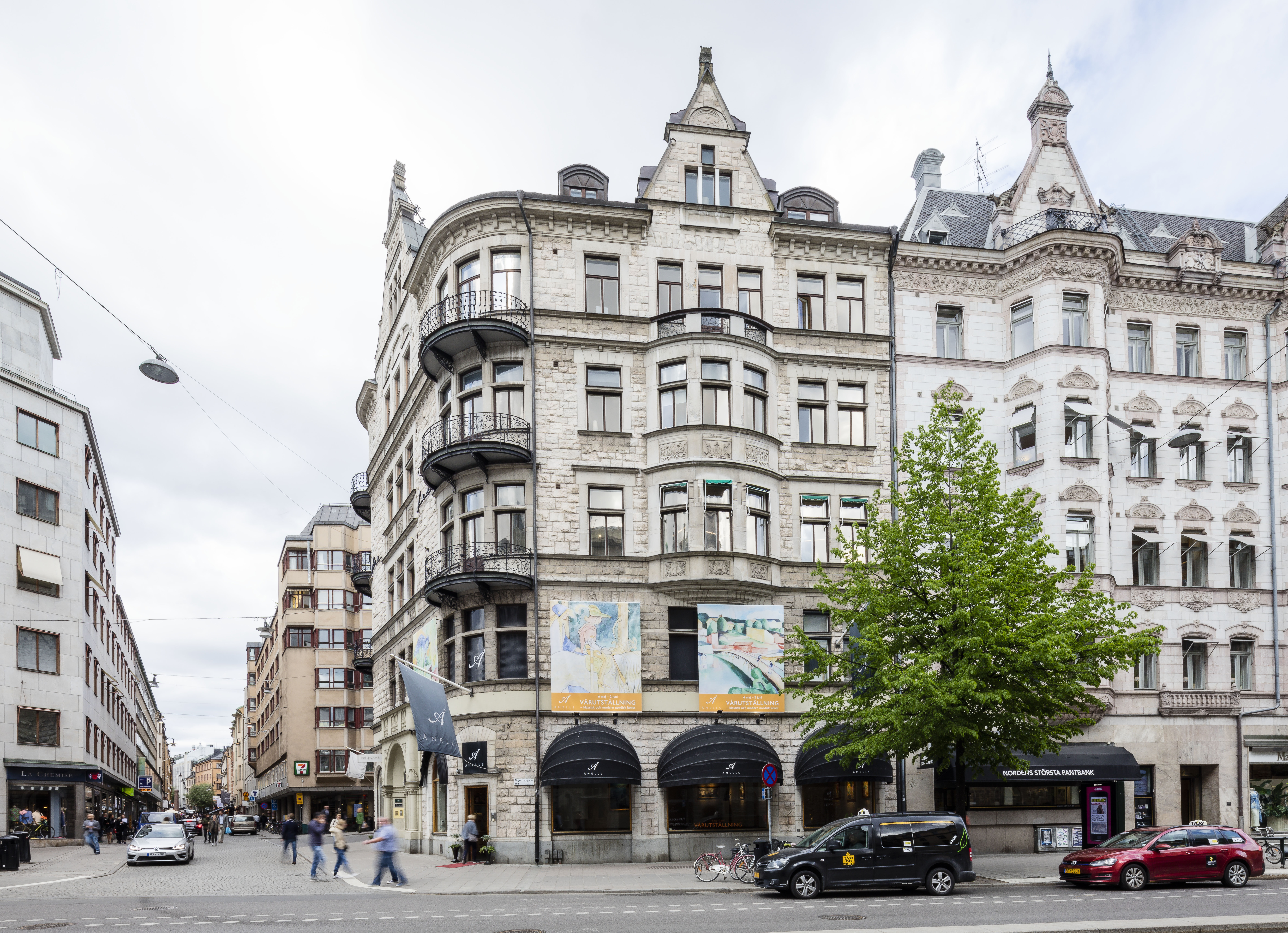
Styckjunkaren 7, fasad mot Birger Jarlsgatan, 2017. Till höger syns Styckjunkaren 6 och till vänster Grev Turegatan.

Styckjunkaren 7 är en kontors- och affärsfastighet i kvarteret Styckjunkaren vid hörnet Birger Jarlsgatan 14 / Grev Turegatan 2 / Riddargatan 2 på Östermalm i Stockholm. Byggnaden stod färdig år 1900 och är grönmärkt av Stadsmuseet i Stockholm vilket innebär att den bedöms vara "särskilt värdefull från historisk, kulturhistorisk, miljömässig eller konstnärlig synpunkt".

## Kvarteret
Kvarteret Styckjunkaren återfinns på Petrus Tillaeus karta från 1733 på samma plats dock med en annan form och har där nr 21 Styckjunckaren (med "ck" i efterleden). Kvarteret låg med sin västra sida intill dåvarande kvarteret Rännilen, nära vattendraget Rännilen. En styckjunkare var en militär grad och motsvarade fanjunkaren dock vid artilleriet. Det var Artillerigården, belägen några kvarter österut, som gav upphov till namnet. Sin nuvarande form fick kvarteret i samband med att Birger Jarlsgatan drogs fram här på 1880-talet ungefär i Grev Turegatans dåvarande läge. Hörnhuset Styckjunkaren 7 var det sista av de fyra nya byggnader som restes mot den nyanlagda Birger Jarlsgatan. Hushöjden var fastställd till fem våningar och ”äkta” fasadmaterial som natursten kom i mode, så även för Styckjunkaren 7.

## Originalritningar från 1898

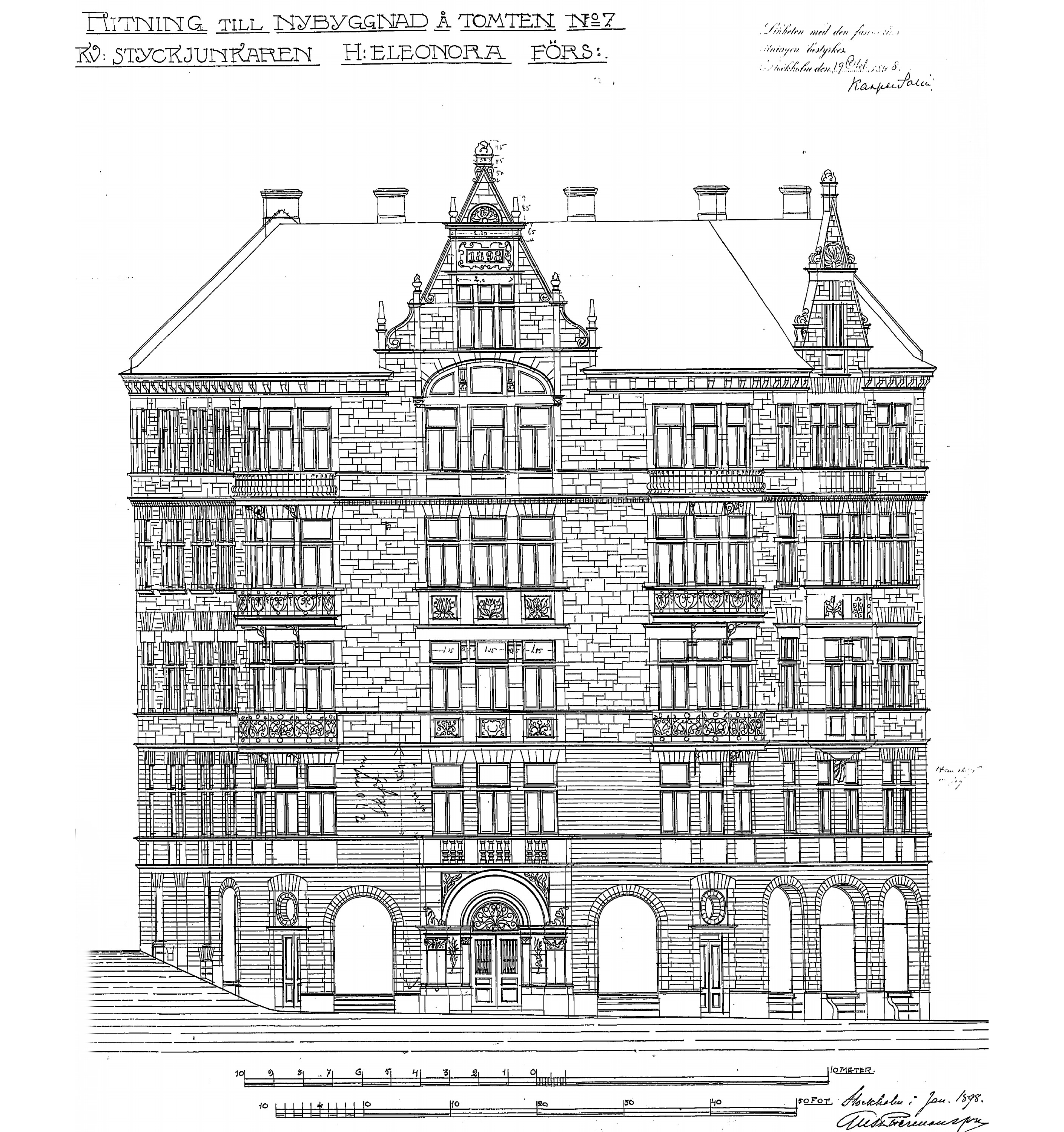
Fasad mot norr.
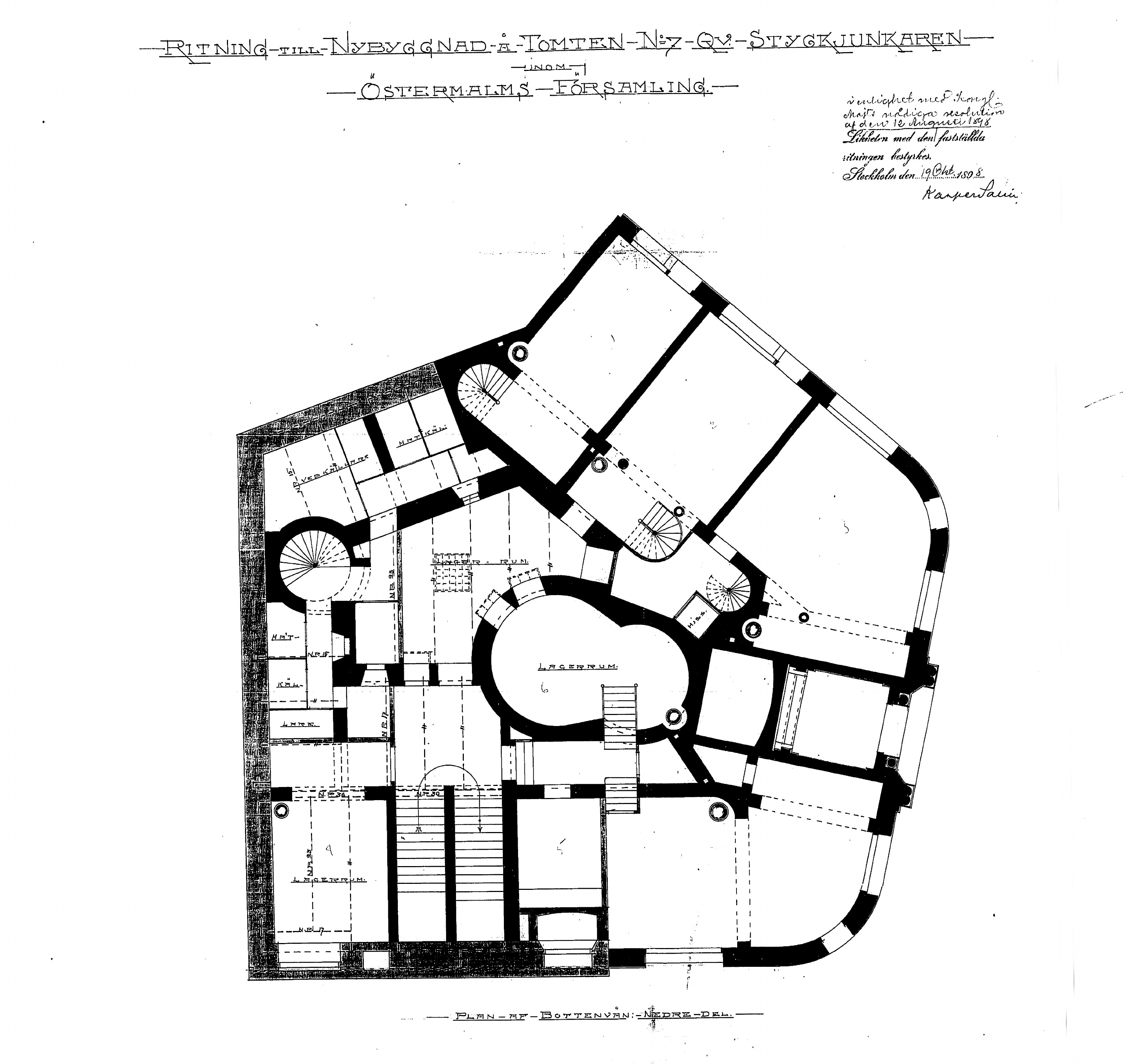
Bottenvåning.
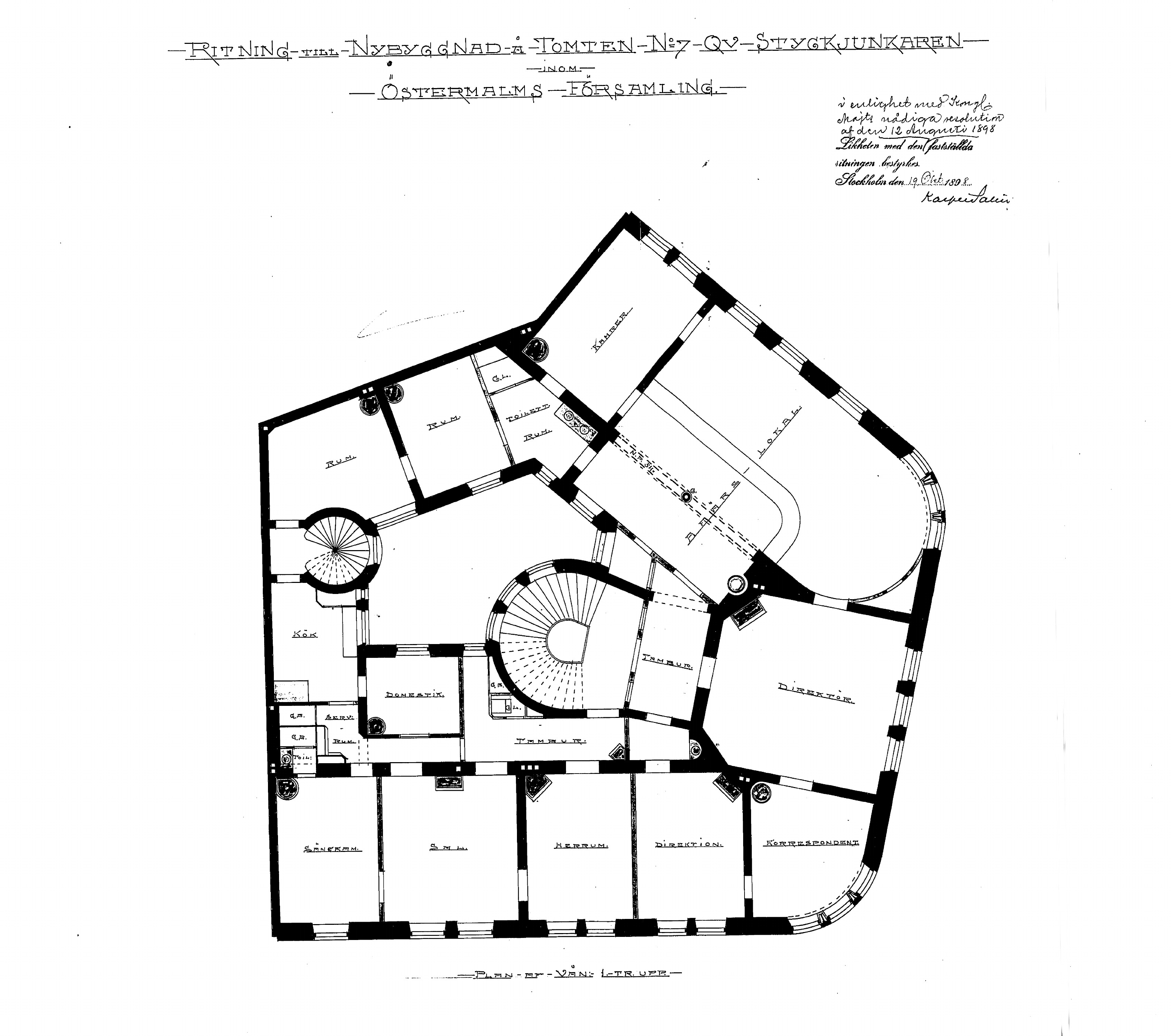
Våning 1 trappa.
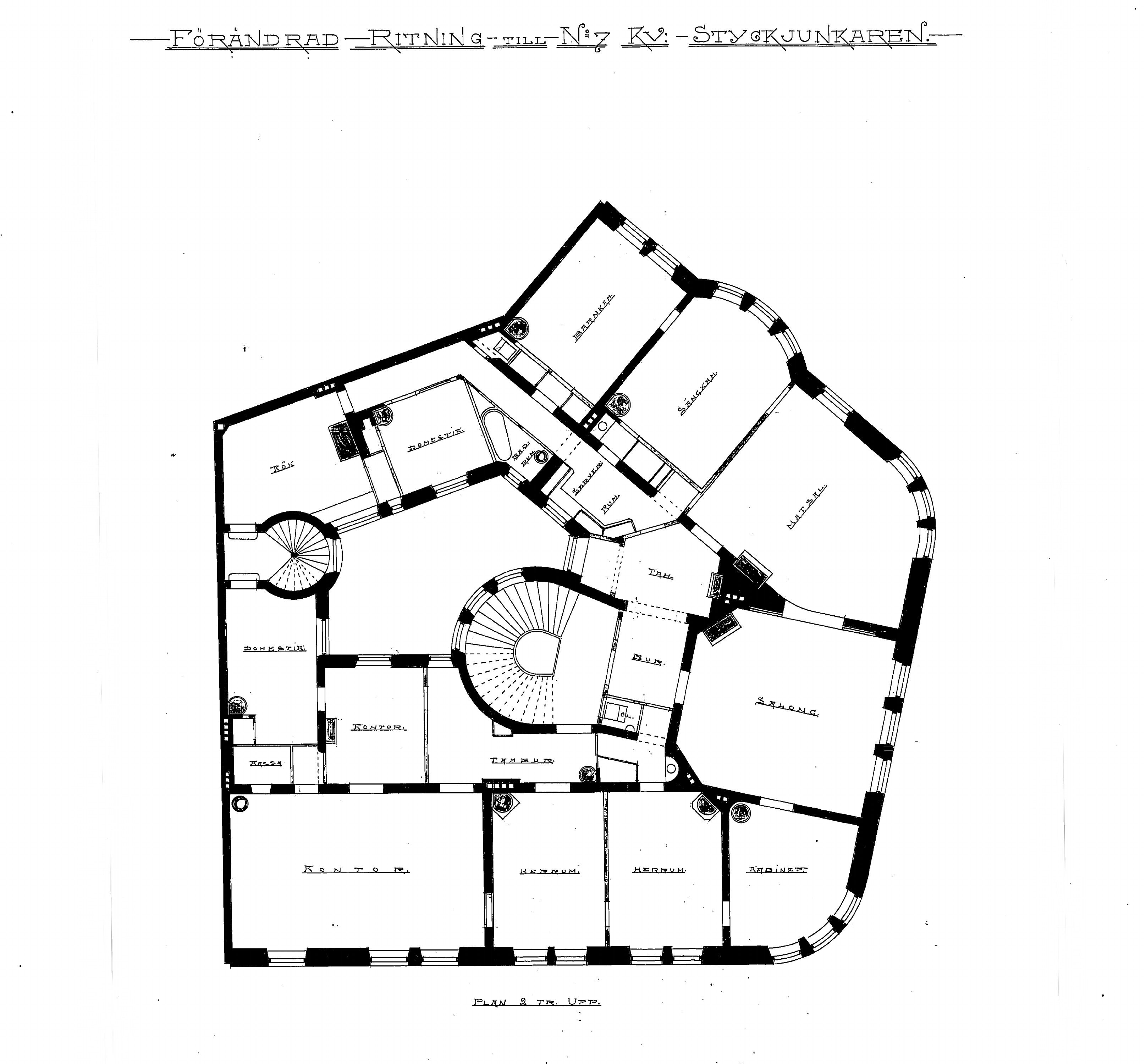
Våning 2 trappor.
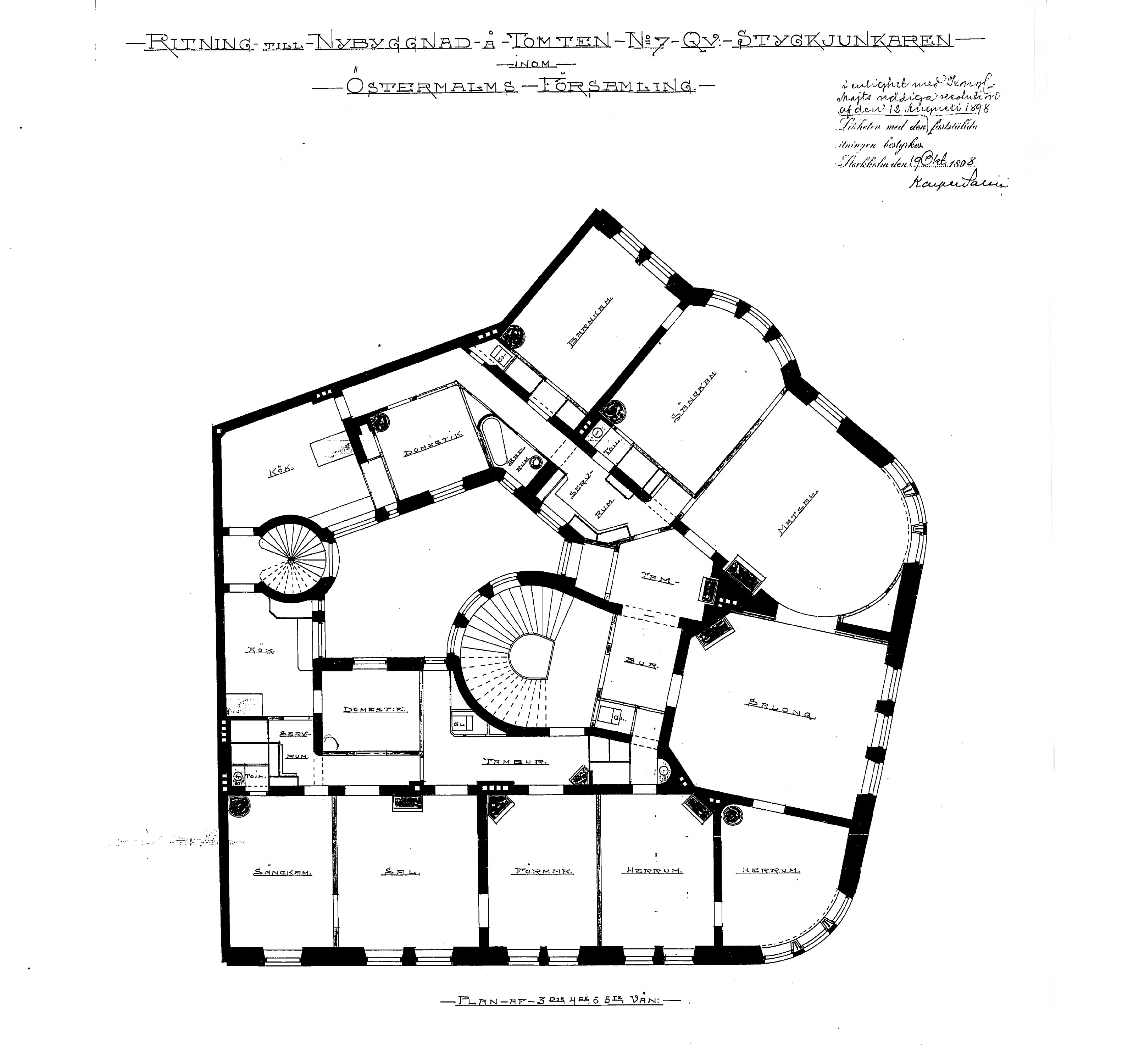
Våning 3-5 trappor.
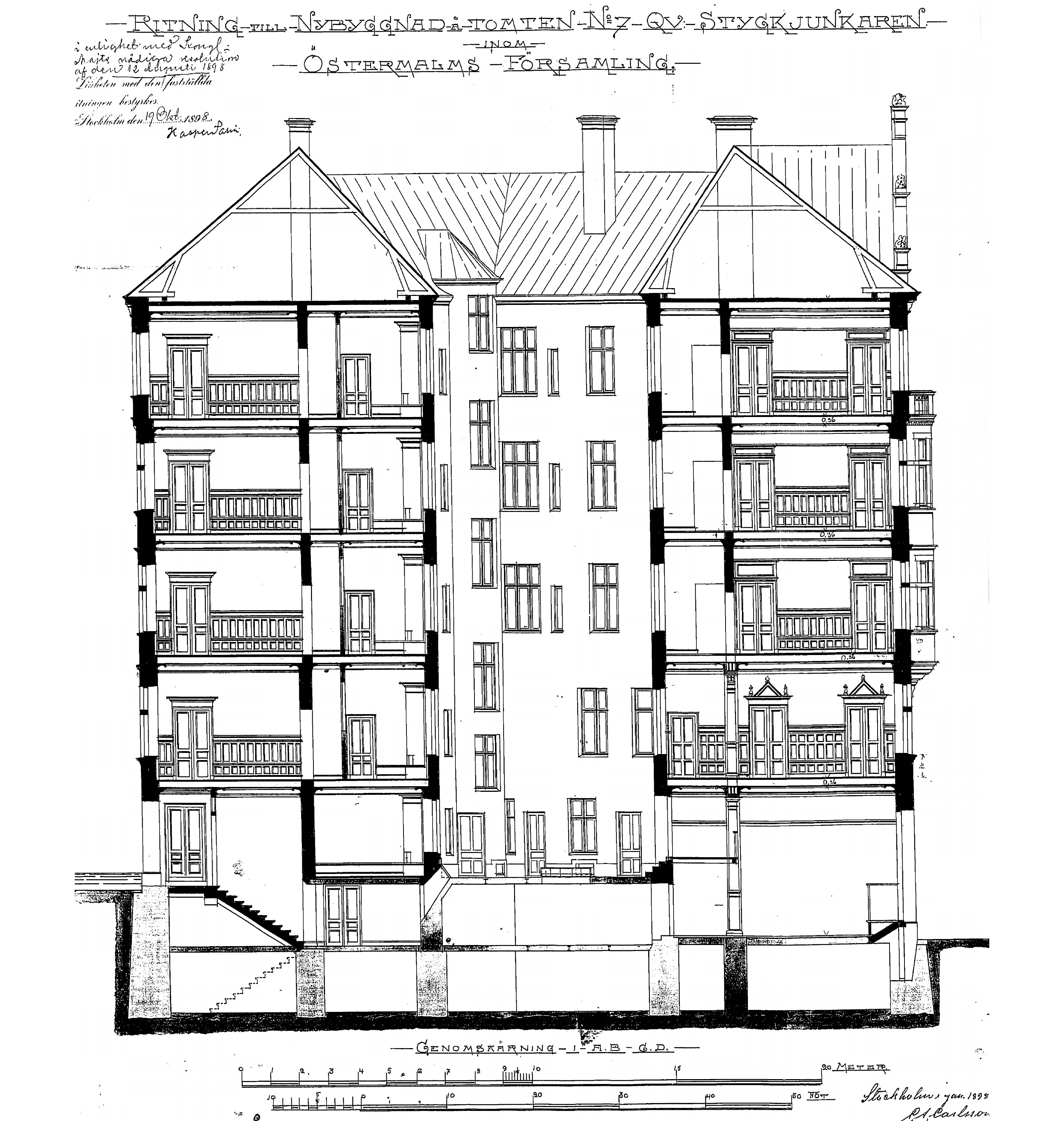
Sektion.

## Byggnad

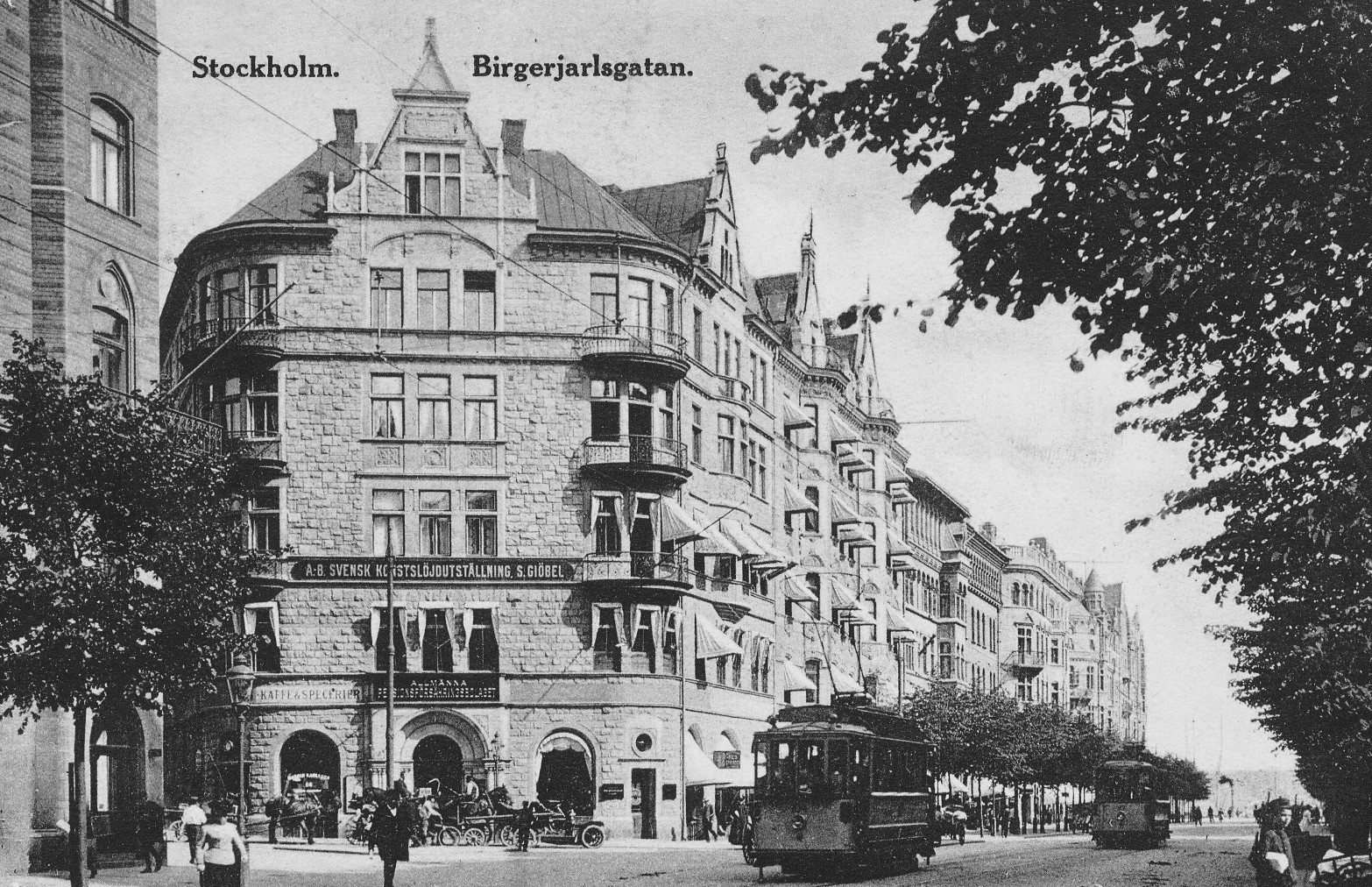
Kvarteret Styckjunkaren, med fastighet nr 7 längst fram, äldre vykort.

På platsen fanns ett hus från 1750-talet som revs när Birger Jarlsgatan anlades. Byggherre var fabrikören C.A. Andersson som gav Gustaf Hermansson och Carl August Carlsson arkitektuppdraget. Hermansson stod för fasadernas utformning medan Carlsson ritade planlösningarna. Huset uppfördes mellan 1898 och 1900 av AB Skånska Cementgjuteriet under ledning av ingenjör Harald Fallström. Den senare stod till en början även som fastighetsägare. Efter 1903 anges C.A. Andersson som ägare och 1910 ägdes Styckjunkaren 7 av Allmänna Pensionsförsäkringsbolaget som även hade sitt kontor här. Nuvarande (2021) ägare är fastighetsbolaget Vasakronan.

### Exteriör

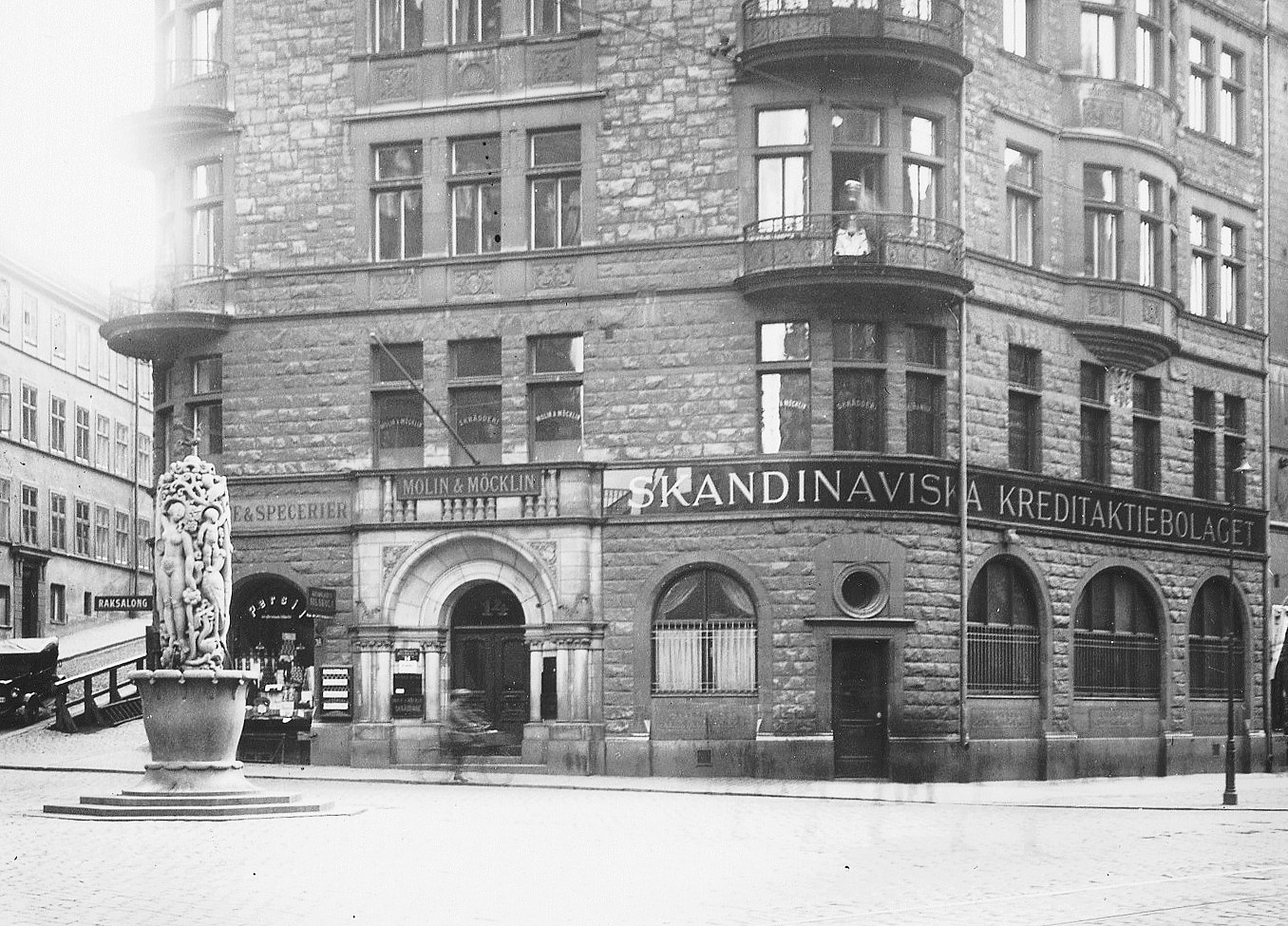
Molin & Möcklin och Skandinaviska Kreditaktiebolaget, 1920-talet.

Byggnaden uppfördes i fem våningar med rundade hörn och höga frontoner mot Birger Jarlsgatan och Grev Turegatan. På frontonens spets mot Grev Turegatan syns byggårets årtal ”1899”. Fasaderna kläddes helt i grov- och släthuggen kalksten med dekorativa inslag. Hörnen pryds av halvrunda balkonger med sirliga smidesräcken i våning 2, 3 och 4. Även fönsterrutorna i hörnen är rundade, vilket var en nyhet. Mot Birger Jarlsgatan märks även ett burspråk som sträcker sig över två våningar och avslutas upptill av en balkong. Mellan bottenvåningen och våning 1 trappa utfördes ett putsat band som gav plats för reklam. Gårdsfasaden gestaltades enklare med gult tegel.

### Interiör
Huvudentrén från Grev Turegatan 2 är indragen i en upptill rundad nisch, flankerad av kolonner. Ekporten är rik skulpterad och glasad.  Väggarna i entréhallen är marmorerade med fältindelning och pilastrar i gråvitt kulör samt kapitäl och lister i grönt. Däröver syns stuckdekorerade rundbågiga fält under ett välvt, kassetterat tak. Entré-, trapphall och trapphusinteriören är idag fortfarande mycket väl bevarad och ett bra exempel för tidens dekorerade hyreshusentréer. Till en början fanns två lägenheter per plan om sex respektive tre rum och kök. Därtill kom rum för tjänstefolket, serveringsgång och en stor tambur. Köksregionen med rum för tjänstefolket kunde nås via en separat kökstrappa från bakgården och fick minimal dagsljus därifrån.
Kring sekelskiftet 1900 låg en filial för Skandinaviska Kreditaktiebolaget i bottenvåningen. En hiss installerades först 1911. Skrädderifirman Molin & Möcklin flyttade 1919 till Birger Jarlsgatan 14 där man disponerade hela första våningsplanet. Firman sysslade uteslutande med finare beställningsskrädderi för civilt bruk samt uniformer och hade en vidsträckt och distingerad kundkrets. 1928 genomfördes en omfattande ombyggnad av lägenheterna och banklokalen efter ritningar av arkitekt Josef Östlihn. Vinden inreddes 1946. På 1970-talet hade AB Hem på landet sitt kontor i byggnaden och på 1980-talet hade Skandinaviska Enskilda Banken övertagit banklokalen i bottenvåningen. Sedan 1994 driver Åmells konsthandel sin verksamhet här.

### Bilder, detaljer

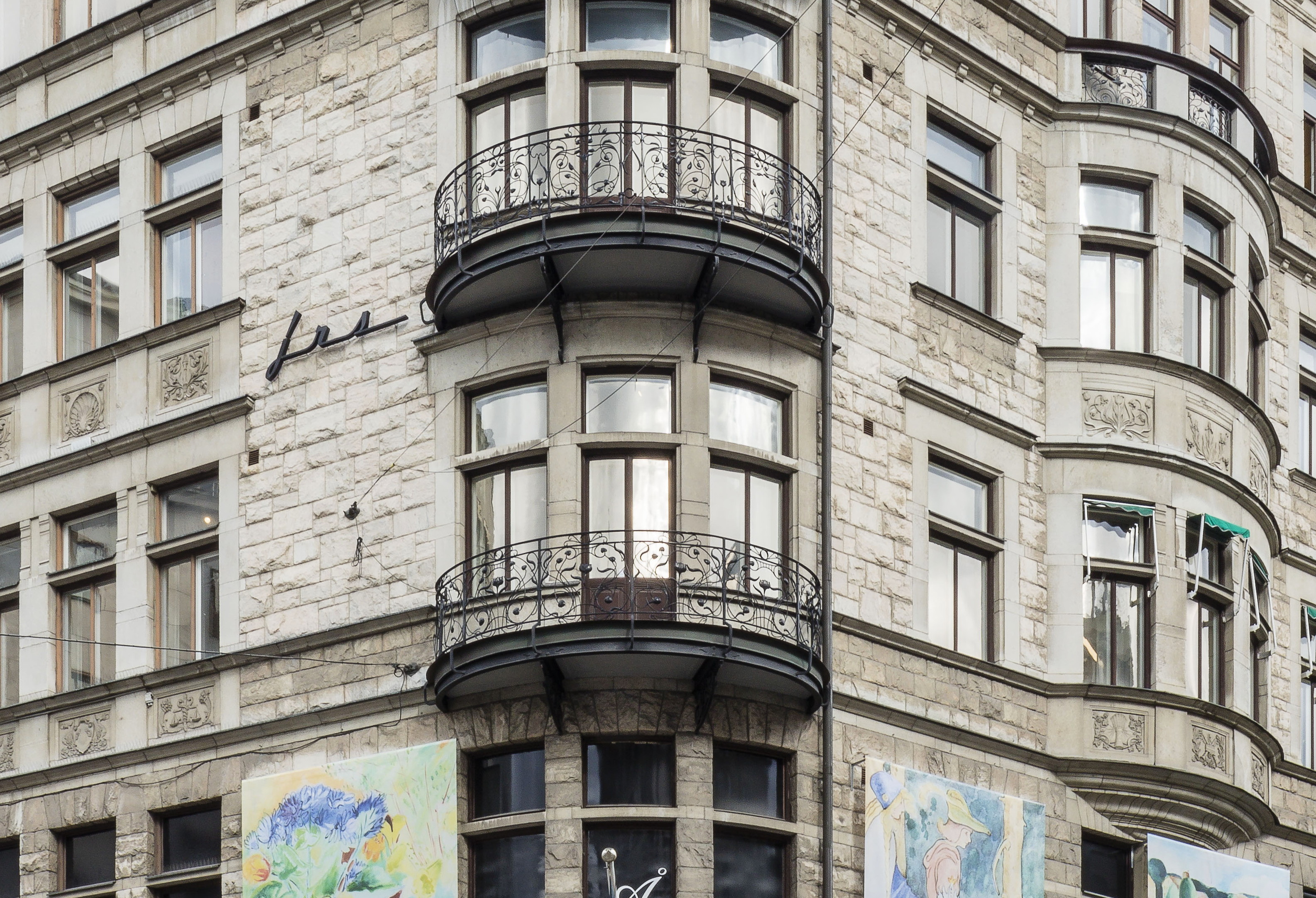
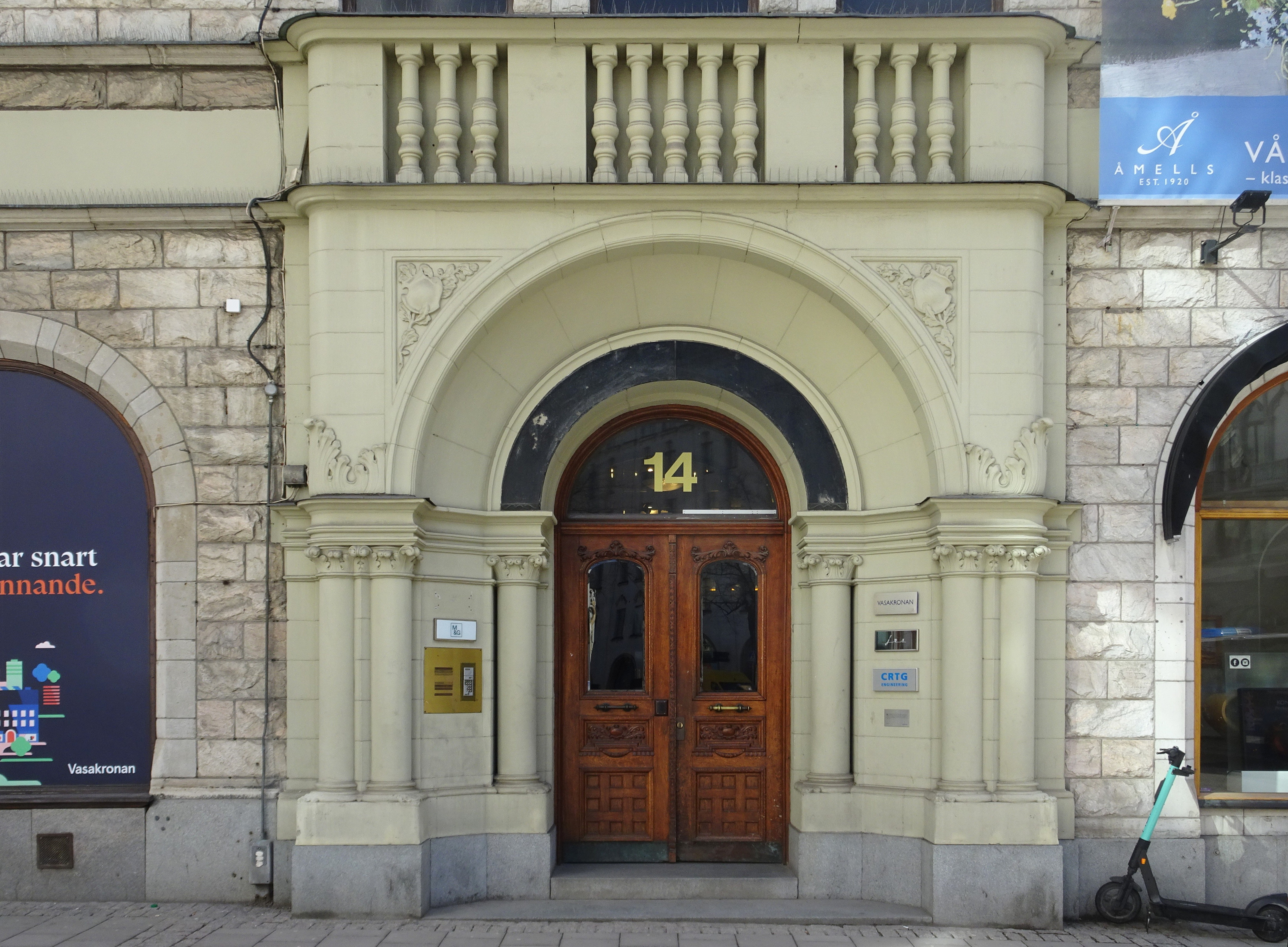
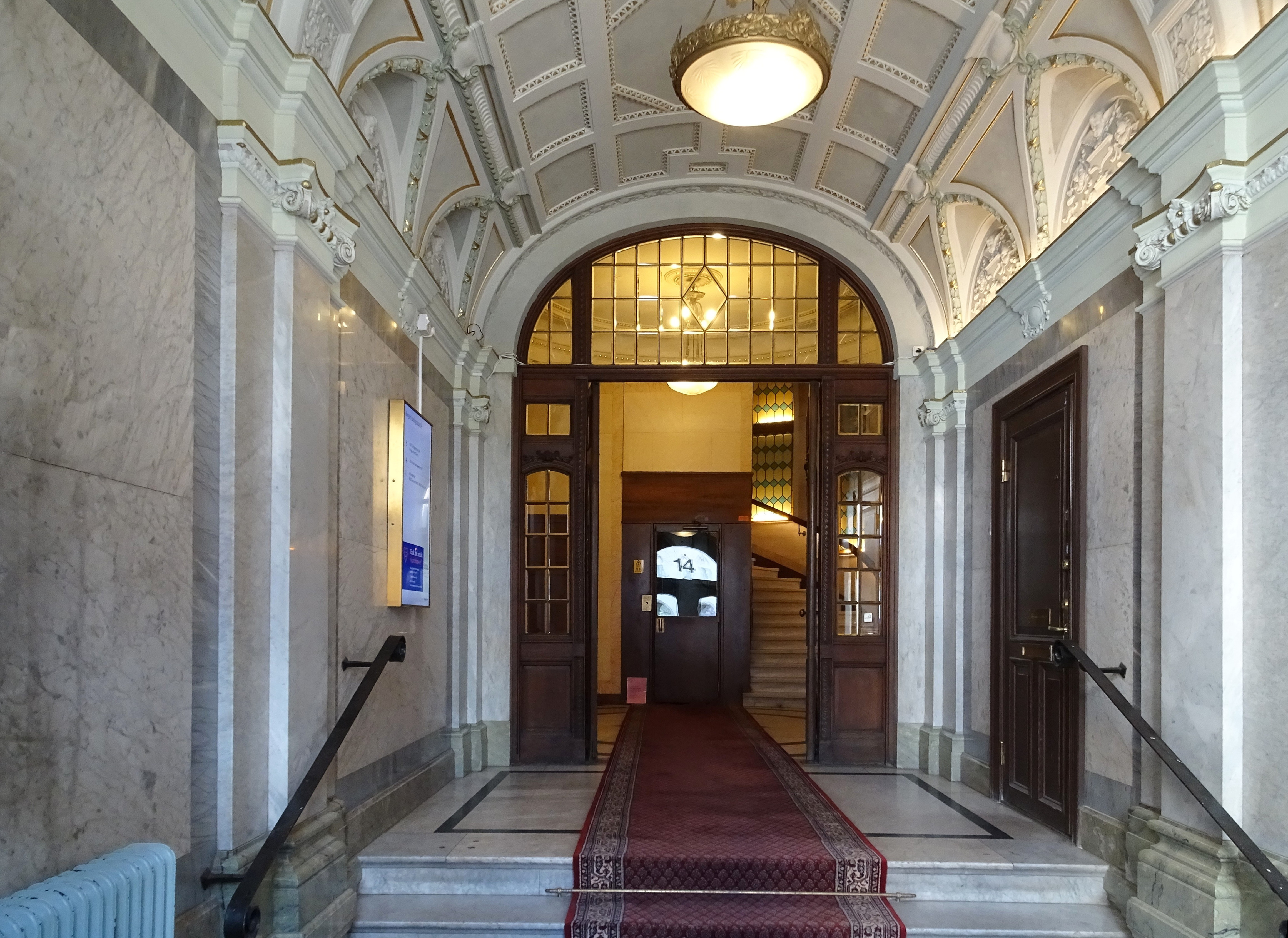
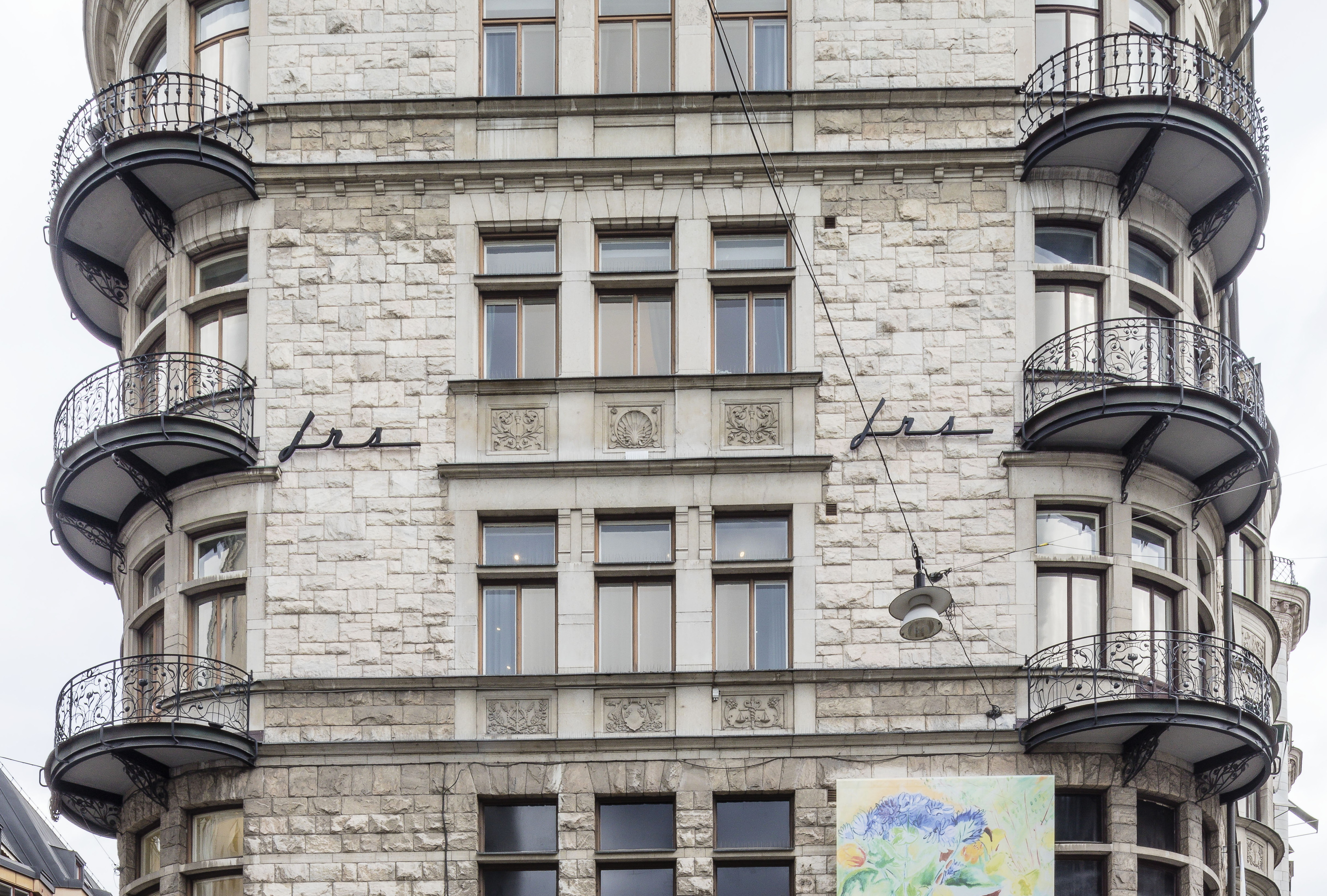